# Вестфалія (Міссурі)
Вестфалія (англ. Westphalia) — місто (англ. city) в США, в окрузі Осейдж штату Міссурі. Населення — 378 осіб (2020).

## Географія
Вестфалія розташована за координатами 38°26′28″ пн. ш. 92°0′2″ зх. д. / 38.44111° пн. ш. 92.00056° зх. д. (38.441244, -92.000434).  За даними Бюро перепису населення США в 2010 році місто мало площу 1,38 км², уся площа — суходіл.

## Демографія
Згідно з переписом 2010 року, у місті мешкало 389 осіб у 166 домогосподарствах у складі 80 родин. Густота населення становила 283 особи/км².  Було 184 помешкання (134/км²).
Расовий склад населення:
| - 97,7 % — білих - 0,5 % — азіатів |

До двох чи більше рас належало 1,8 %. Частка іспаномовних становила 0,8 % від усіх жителів.
За віковим діапазоном населення розподілялося таким чином: 16,5 % — особи молодші 18 років, 45,7 % — особи у віці 18—64 років, 37,8 % — особи у віці 65 років та старші. Медіана віку мешканця становила 51,3 року. На 100 осіб жіночої статі у місті припадало 80,1 чоловіків;  на 100 жінок у віці від 18 років та старших — 73,8 чоловіків також старших 18 років.
Середній дохід на одне домашнє господарство  становив 59 449 доларів США (медіана — 37 273), а середній дохід на одну сім'ю — 91 676 доларів (медіана — 61 250). За межею бідності перебувало 7,6 % осіб, у тому числі 4,3 % дітей у віці до 18 років та 11,4 % осіб у віці 65 років та старших.
Цивільне працевлаштоване населення становило 187 осіб. Основні галузі зайнятості: мистецтво, розваги та відпочинок — 15,0 %, освіта, охорона здоров'я та соціальна допомога — 14,4 %, виробництво — 13,9 %.